# Van Halen II
《Van Halen II》는 1979년 3월 23일에 발매된 미국의 하드 록 밴드 반 헤일런의 두 번째 스튜디오 음반이다. 이 음반은 빌보드 200에서 6위로 정점을 찍었고 싱글 〈Dance the Night Away〉와 〈Beautiful Girls〉를 발매했다. 2004년 기준으로, 이 음반은 미국에서 거의 6백만 장이 팔렸다. 이 음반에 대한 비판적 반응도 긍정적이어서, 《롤링 스톤 앨범 가이드》는 노래들의 기분 좋은 파티 분위기를 칭찬했다.

## 배경 및 녹음
이 음반의 녹음은 이 밴드의 동명 데뷔 음반이 발매된 지 1년도 채 되지 않아 선셋 스튜디오에서 이루어졌다. 음반 녹음은 1978년 12월 10일, 첫 월드 투어를 마친 지 1주일 만에 시작되어 1주일 만에 완성되었다. 이 밴드는 퍼트남 610 콘솔을 사용하여 음반을 녹음했다. 《Van Halen II》에 수록된 많은 곡들은 첫 번째 음반 발매 이전에 존재했던 것으로 알려져 있으며, 1976년 진 시몬스가 녹음한 데모곡과 1977년 테드 템플맨이 녹음한 데모곡에 수록되어 있으며, 초기 버전인 〈Beautiful Girls〉(당시 〈Bring On the Girls〉)과 〈Somebody Get Me a Do Doctor〉가 수록되어 있다. 뒷면 커버에 사용된 데이비드 리 로스의 스프레드 이글 점프 화보 촬영 3번째 시도에서 로스는 옆으로 착지해 오른발 뼈가 부러졌다.
밴드의 데뷔 음반과 비교했을 때, 《Van Halen II》는 밴드가 사운드를 확장하고 이전에는 암시만 했던 방향을 발전시키는 모습을 보여주며, 전반적으로 더 가볍고 팝적인 톤을 가진 것으로 평가된다. 그러나 저자 모건 브라운에 따르면, 이 음반은 라디오 친화적인 곡들과 "보다 강렬하고 공격적인 곡들" 사이의 균형이 잘 맞춰져 있다. 에디 반 헤일런은 "음반 전체가 해피-해피하거나 헤비-헤비하기만 한 건 싫다. 《Van Halen II》에는 둘 다 조금씩 들어 있다"고 말했다.

## 커버 아트
음반 뒷면에 등장하는 검정색과 노란색 줄무늬 기타 "범블비"는 2004년 12월 8일에 사망한 판테라의 기타리스트 다임백 대럴과 함께 묻혔다. 에디 반 헤일런은 대럴의 장례식에서 "키스 카스켓"에 이 기타를 넣어주었는데, 대럴이 생전에 이 기타를 가장 좋아한다고 밝혔기 때문이다. 에디는 1979년 12월, 재스 오브레히트와의 인터뷰 (1980년 4월호 《기타 플레이어》 매거진에 게재)에서, 이 기타는 《Van Halen II》의 녹음 작업에는 실제로 사용되지 않았다고 밝혔다. 이 기타는 음반 촬영을 위해 겨우 완성된 상태였다고 한다.
하지만 이 기타는 1978년 10월 초, 찰벨에서 제작되어 칼 샌도발을 통해 에디에게 전달되었고, 이후 반 헤일런의 1978년 유럽 투어 두 번째 일정 중 실제로 사용되는 모습이 촬영되었다. 그럼에도 불구하고 이 기타가 《Van Halen II》 녹음 작업에 사용되었는지에 대한 확실한 증거는 없다. 에디가 기타를 분해한 뒤 촬영 직전에 다시 조립했을 가능성이 높은데, 촬영 사진에서는 부품이 교체된 흔적과, 자동차 좌석 안전벨트 스타일로 제작된 새로운 기타 스트랩이 확인된다.
데이비드 리 로스는 음반 속지 사진에서 깁스를 하고 있는 모습으로 등장하는데, 이는 뒷면 커버 사진 촬영 중 스프레드 이글 점프를 세 번째 시도하다가 발뒤꿈치를 다쳤기 때문이라고 전해진다.
또한 속지에는 위스콘신주 매디슨에 있는 쉐라톤 호텔에 감사 인사가 적혀 있다. 밴드가 첫 번째 투어 중 해당 호텔에 머물면서 소화기로 복도에서 싸움을 벌이고, 텔레비전을 창밖으로 던지는 등 7층을 난장판으로 만든 사건이 있었는데, 이들은 당시 함께 투어 중이던 저니에게 책임을 전가했다.

## 평가
| 평가 점수                     | 평가 점수 |
| 출처                          | 점수      |
| ----------------------------- | --------- |
| AllMusic                      | [ 10 ]    |
| Christgau's Record Guide      | C+        |
| The Rolling Stone Album Guide | [ 12 ]    |
| Classic Rock                  | [ 13 ]    |
| Encyclopedia of Popular Music | [ 14 ]    |

《롤링 스톤》의 티모시 화이트는 1979년 리뷰에서 《Van Halen II》에 대해 "이 두 번째 음반 곳곳에는 바닐라 퍼지식의 둔중하고 끈적한 리듬, 에어로스미스에서 파생된 가짜 허세, 배드 컴퍼니풍의 지하실 펑크, 그리고 험블 파이의 미니 레이브업 몇 곡이 흩어져 있다"고 평하며, "이 음반은 마비될 듯한 라이브 느낌을 그대로 유지하고 있다"고 덧붙였다. 《뉴욕 타임스》는 이 음반을 "비명을 지르는 마초 록의 고함과 파워풀한 일렉트릭 기타 공격으로 구성되어 있다"고 평했다.
올뮤직의 스티븐 토마스 얼와인은 회고 리뷰에서 이 음반이 "사실상 1978년 데뷔작의 복사판과 다름없다"고 평하면서도, "좀 더 가볍고 유쾌하다"며 "역사상 가장 웅장한 하드 록 중 하나"라고 덧붙였다. 그는 에디 반 헤일런의 "놀라운 재능"과 데이비드 리 로스의 "능청스럽고 능란한 쇼맨십"을 높이 평가했다.

## 상업적 성과
이 음반은 빌보드 200 차트에서 6위, 영국 음반 차트에서 23위에 올랐다. 《Van Halen II》는 2004년에 5배 플래티넘 인증을 받았고, 2004년 현재 미국에서 약 570만 장의 레코드가 팔렸다. 2000년에 《Van Halen II》이 리마스터되어 재발매되었다.

## 곡 목록
모든 곡들은 특별한 언급이 없는 한 에디 반 헤일런, 알렉스 반 헤일런, 마이클 앤서니 그리고 데이비드 리 로스에 의해 작사/작곡하였다.
| #  | 제목                         | 작사·작곡            | 재생 시간 |
| -- | ---------------------------- | -------------------- | --------- |
| 1. | 〈You're No Good〉           | 클린트 발라드 주니어 | 3:16      |
| 2. | 〈Dance the Night Away〉     |                      | 3:06      |
| 3. | 〈Somebody Get Me a Doctor〉 |                      | 2:52      |
| 4. | 〈Bottoms Up!〉              |                      | 3:05      |
| 5. | 〈Outta Love Again〉         |                      | 2:51      |

| #   | 제목                   | 재생 시간 |
| --- | ---------------------- | --------- |
| 6.  | 〈Light Up the Sky〉   | 3:13      |
| 7.  | 〈Spanish Fly〉 (기악) | 1:00      |
| 8.  | 〈D.O.A.〉             | 4:09      |
| 9.  | 〈Women in Love...〉   | 4:08      |
| 10. | 〈Beautiful Girls〉    | 3:56      |

## 인증
| 국가                                                  | 인증        | 판매량/출하량 |
| ----------------------------------------------------- | ----------- | ------------- |
| 캐나다 (뮤직 캐나다)                                  | 2× 플래티넘 | 200,000^      |
| 프랑스 (SNEP)                                         | 골드        | 100,000*      |
| 네덜란드 (NVPI)                                       | 2× 골드     | 100,000^      |
| 미국 (RIAA)                                           | 5× 플래티넘 | 5,000,000^    |
| *판매량을 기반으로 한 인증 ^출하량을 기반으로 한 인증 |             |               |